# Chromatomyia beigerae
Chromatomyia beigerae este o specie de muște din genul Chromatomyia, familia Agromyzidae, descrisă de Griffiths în anul 1980.
Este endemică în Polonia. Conform Catalogue of Life specia Chromatomyia beigerae nu are subspecii cunoscute.